# Friedrich von Cölleda
Friedrich von Cölleda (1391 urkundlich genannt) war ein sächsischer Amtshauptmann.

## Leben
Er stammte aus einem Thüringer Adelsgeschlecht mit Stammhaus in der Stadt Kölleda.
Im Jahre 1391 wird er als Amtshauptmann des sächsischen Amtes Delitzsch urkundlich erwähnt.